# Малам Бакай Санья
Малам Бакай Санья (порт. Malam Bacai Sanhá, нар. 5 травня 1947 — † 9 січня 2012) — президент Республіки Гвінея-Бісау з 8 вересня 2009 до 9 січня 2012. Раніше виконував обов'язки президента з 14 травня 1999 до 17 лютого 2000. Також був спікером Національних зборів з 1994 до 1999 року.

## Життєпис
Малам Бакай Санья був ветераном війни за незалежність Гвінеї-Бісау, за підсумками якої в 1974 році країна була визнана самостійною державою, отримавши незалежність від Португалії. Війна носила повстанський характер і велася під керівництвом Африканської партії незалежності Гвінеї і Кабо-Верде (ПАІГК), членом якої був Малам Бакай Санья.
Санья був видатним африканським політиком і займав високі посади у країні протягом 20 років. До обрання на пост президента від правлячої партії ПАІГК в 2009 році, Малам Бакай Санья був виконувачем обов'язки президента з 14 травня 1999 по 17 лютого 2000 року.
У березні 2009 року у сутичці з військовиками був убитий глава Гвінеї-Бісау Жуан Бернарду Вієйра. Санья на президентських виборах 2009 року здобув перемогу як кандидат від правлячої партії «Африканська партія незалежності Гвінеї і Кабо-Верде».
У віці 64 років помер у Парижі у військовому госпіталі «Валь-де-Грас», де він перебував з кінця грудня 2011 року. В останні дні перед смертю Малам Бакай Санья був у комі, Санья був хворий на цукровий діабет. Він мав проблеми зі здоров'ям досить давно і періодично лікувався за кордоном з моменту вступу на посаду президента країни.
Конституція Гвінеї-Бісау наказує у разі смерті глави держави передавати його повноважень спікерова парламенту.

## Виноски
1. ↑  «Guinea-Bissau: Biography of presidential candidate Sanha», PANA (nl.newsbank.com), 18-1-2000
2. ↑  Малам Бакай Санья одержал победу в борьбе за пост президента Республики Гвинея-Бисау. ПРАЙМ-ТАСС. 2009-07-290.[недоступне посилання з липня 2019]
3. ↑  В Париже умер президент Гвинеи-Бисау. Архів оригіналу за 9 січня 2012. Процитовано 10 січня 2012.